# Фитопрепараты
Фитопрепараты — лекарственные средства, получаемые исключительно из растительного сырья: трав, целых растений или их экстрактов. Применяются для лечения заболеваний и в качестве профилактических средств. Многие из фитопрепаратов относятся к категории биологически активных добавок.
Фитопрепараты часто не имеют чётких стандартов качества и могут содержать немалое количество, порой сотни активных ингредиентов. Колебания количества активных веществ и их качественных параметров могут зависеть от производителя того или иного препарата, а порой и наблюдаться в пределах одного продукта. Контроль за условиями заготовки и хранения растительного сырья, за контаминацией и фальсификацией растительных препаратов отсутствует.
Многие из них неофициально содержат настоящие лекарства, загрязнены тяжёлыми металлами и другими токсичными веществами. Растительные компоненты в составе фитопрепаратов могут заменяться более дешёвыми компонентами, чем обозначено на этикетке (например, люцерной).

## Действие
Действие фитопрепарата на организм человека определяется составом активных веществ, входящих в растения, на основе которых он создан (алкалоиды, гликозиды, эфирные масла, дубильные вещества и т. д.).
Лечение при помощи фитопрепаратов — фитотерапия — является одним из основных средств, которые использует народная медицина. Большинство медицинских специалистов уверено в том, что самолечение при помощи лекарственных трав может быть небезопасным для здоровья: у растений и содержащихся в них веществ есть не только медицинские показания, но и серьёзные противопоказания.
Действие многих лекарственных трав может быть настолько сильным, что передозировка может нести опасность, вплоть до смертельной. Действительно грамотно составить травяной сбор (фитопрепарат), а также определить необходимую дозировку может только квалифицированный специалист по фитотерапии — фитотерапевт.
Полный эффект нередко может быть достигнут лишь при правильном сочетании фитопрепаратов и медикаментозного лечения.

### Негативное действие фитопрепаратов
Растения, в отличие от синтетических лекарственных средств, содержат большое количество химических веществ — до нескольких сотен. Изучить и оценить действие абсолютно всех этих компонентов на организм (как по отдельности, так и в сочетаниях) невозможно. В случаях, когда тот или иной компонент, впервые найденный в составе растения, применяется в рамках классической медицины, его применяют, как правило, в чистом виде (пример — ацетилсалициловая кислота, которую синтезируют, хотя впервые её обнаружили в ивовой коре).
Кроме того, поскольку состав почв меняется, может резко меняться и химический состав растений, обитающих на одном и том же месте долгое время, и растения, первоначально полезные, могут терять терапевтический эффект, а в худшем случае и становиться опасными.
Многие фитопрепараты имеют побочные эффекты, которые неизвестны потребителям либо не признаются ими. Насколько опасным может быть фитопрепарат, показывает ситуация с кирказоном (аристолохией) — растением, активно применяемым в традиционной китайской медицине для лечения лишнего веса, дизентерии, кожных болезней, гипертонии, туберкулёза, геморроя, змеиных укусов. Биологически активные добавки с аристолохией стали популярны и в Европе, и, хотя в 1963 году в журнале Archives internationales de pharmacodynamie et de thérapie был описан нефротоксический эффект аристолохиевой кислоты (основного действующего вещества кирказона), широко известной эта информация не стала. Однако в 1992 году в Бельгии возникла необычная вспышка карцином — злокачественных опухолей мочевыводящих путей: эти опухоли были обнаружены более чем у 100 женщин, пациенток клиники, где их лечили смесью китайских трав. 70 женщинам потребовались диализ или оперативное лечение, несколько женщин скончались. Основным компонентом в этой смеси являлся кирказон, и были сделаны однозначные выводы, что за развитие карцином у эти женщин ответственна аристолохиевая кислота. В 1994 году в The Lancet опубликовали масштабную работу, в которой отмечалось широкое применение кирказона в БАД и фитопрепаратах. После этого применение кирказона запретили в Европе, затем в США, а впоследствии и в РФ.
Фитопрепараты — одна из главных причин лекарственных поражений печени. Эти препараты могут вызывать как токсические, так и аллергические эффекты, в том числе из-за наличия в них компонентов, поступающих из окружающей среды: тяжёлых металлов, пестицидов, микроорганизмов и др.
Применения фитопрепаратов в период беременности следует избегать. В частности, многие из фитопрепаратов могут повышать тонус миометрия и обладают абортивным действием. По данным международного токсикологического исследования, в плацентарной крови беременных, принимавших свыше 200 различных фитопрепаратов, был обнаружен колхицин, обладающий тератогенным эффектом.
Для информированного выбора потребителю нужно знать как информацию о мерах предосторожности при приёме того или иного фитопрепарата (некоторые фитопрепараты могут быть опасны при тех или иных заболеваниях — например, женьшень опасен при диабете), так и информацию о его побочных эффектах (например, использование гинкго может вызвать аллергические реакции) и взаимодействиях. Часто информация о мерах предосторожности, побочных действиях и взаимодействиях с обычными лекарственными средствами не указывается на упаковке фитопрепаратов и на вкладышах, содержащихся в упаковке.

#### Взаимодействия с лекарственными средствами
Риск возникновения побочных эффектов фитопрепаратов значительно повышается при их сочетании с обычными лекарственными средствами. Фитопрепараты могут повышать токсичность стандартных лекарственных средств, замедлять или ускорять их метаболизм в печени, препятствуя развитию клинического эффекта или усиливая побочные действия. Особенно важно это при учёте того, что, согласно данным статистики, многие пациенты не сообщают своим врачам о приёме ими растительных препаратов, даже если принимают их многие годы и в высоких дозах.
В частности, опасно сочетание препаратов народной и классической медицины при сердечно-сосудистых расстройствах (пациентам с такими расстройствами приходится постоянно принимать лекарственные средства, понижающие давление, нормализующие сердечный ритм, снижающие уровень холестерина). Так, специалисты клиники Мейо (США) составили список из 24 растений, которых нужно избегать людям с сердечно-сосудистыми заболеваниями. Некоторые из этих растений повышают риск кровотечения, что особенно опасно для пациентов, принимающих антикоагулянты и антиагреганты (в частности, при перенесенных тромбозах, при наличии искусственного клапана сердца), другие могут вызывать аритмию.
Повышают риск кровотечений:
- гинкго билоба
- чеснок
- женьшень
- рыбий жир
- пиретрум девичий
- имбирь
- папайя
- манго
- авокадо
- клюква
- ламинария (морская капуста)
- соевые продукты
- лук
- семена льна

Снижают терапевтическое действие препаратов для лечения сердечной недостаточности (в том числе дигоксина):
- зверобой
- женьшень
- пшеничные отруби

Ослабляют действие препаратов для снижения холестерина (статинов):
- зверобой
- пшеничные отруби

Усиливают тромбообразование и ослабляют эффект антикоагулянтов:
- зелёный чай
- солодка
- зверобой

## Характерные особенности фитопрепаратов
- медленное развитие терапевтического эффекта;
- умеренное действие;
- пероральное или наружное применение.